# Henry Cockburn (Lord Cockburn)
Henry Thomas Cockburn de Bonaly, Lord Cockburn ( /ˈ k oʊ b ər n / KOH-bərn ; Cockpen, Midlothian, 26 octobre 1779 – Bonaly, Midlothian, 26 avril/18 juillet 1854) est un avocat, juge et personnage littéraire. Il est Solliciteur général pour l'Écosse entre 1830 et 1834.

## Jeunesse et éducation
Sa mère Janet Rannie  est belle-sœur de l'influent Lord Melville, par l'intermédiaire de sa sœur Elizabeth, et son père, Archibald Cockburn, est shérif de Midlothian et baron de la Cour de l'Échiquier. Il fait ses études à la Royal High School et à l'Université d'Édimbourg.
Son frère, John Cockburn (décédé en 1862), est marchand de vin et fondateur de Cockburn's of Leith.

## Carrière littéraire
Cockburn contribue régulièrement à l'Edinburgh Review. Dans ce magazine populaire de son époque, il est décrit comme : "plutôt en dessous de la taille moyenne, ferme, nerveux et musclé, habitué à l'exercice actif de toutes sortes, un bon nageur, un patineur accompli, un amoureux intense des brises fraîches du paradis. Cockburn est l'un des hommes les plus populaires au nord de la Tweed." . Il est membre de la célèbre Société spéculative, à laquelle appartiennent Walter Scott, Henry Brougham et Francis Jeffrey.
L'étendue de la capacité littéraire de Cockburn n'est connue qu'après avoir passé sa 70e année, lors de la publication de sa biographie de son ami de toujours Francis Jeffrey en 1852, et de son principal ouvrage littéraire, les Mémorial de son temps, paru à titre posthume en 1856. Son travail publié se poursuit avec son Journal, publié en 1874.

## Carrière juridique et judiciaire

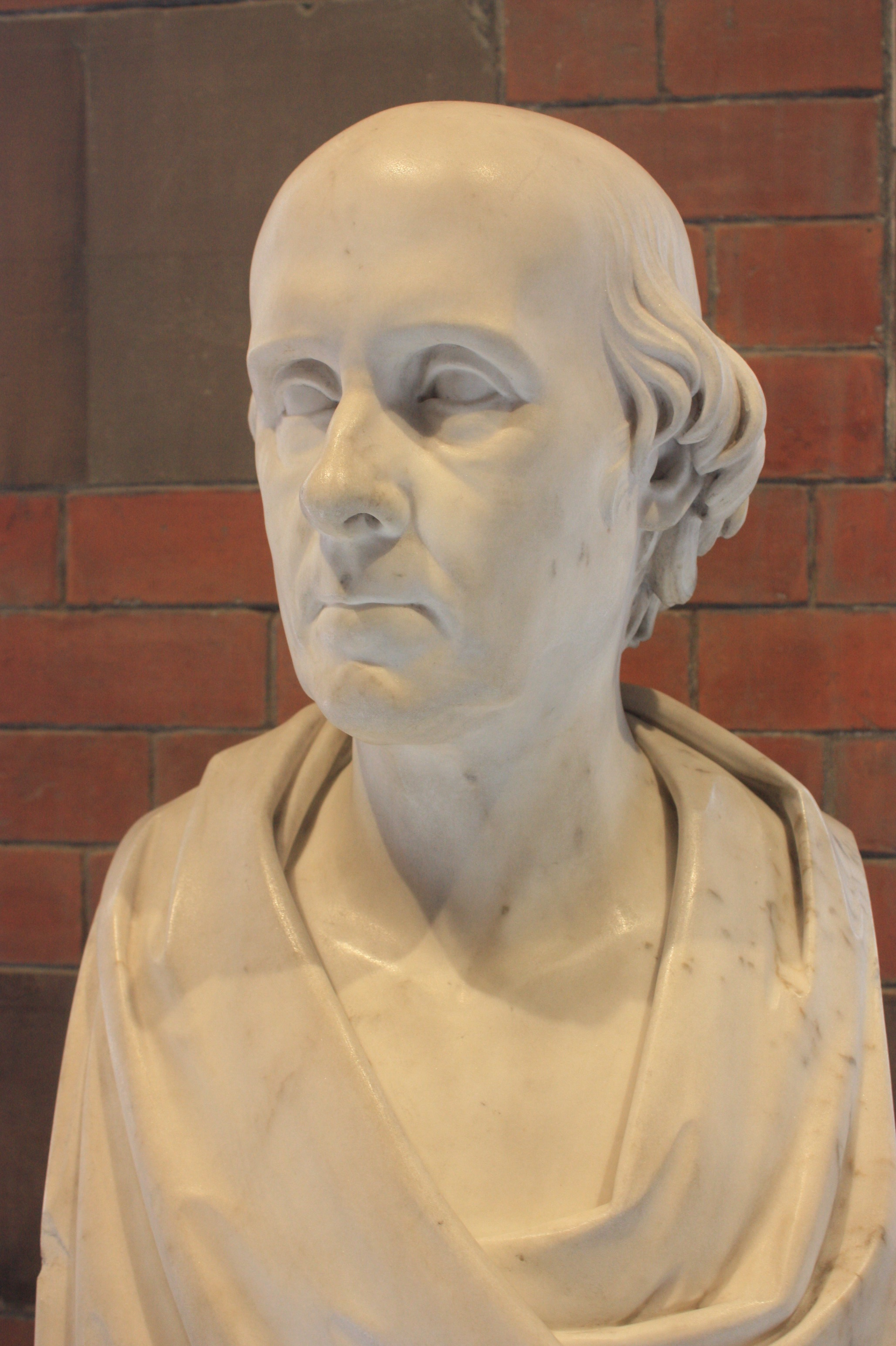
Statue de Lord Cockburn par William Brodie

Cockburn entre à la Faculté des avocats en 1800, et s'attache, non pas au parti de ses parents, qui auraient pu lui offrir le patronage le plus précieux, mais au parti Whig, et cela à une époque où il offre peu d'opportunités aux hommes ambitieux. Il devient un éminent avocat, et finalement juge. Il est l'un des leaders du parti Whig en Écosse dans ses jours sombres avant le Reform Act de 1832, et est un ami proche de Sir Thomas Dick Lauder. Il est l'avocat de la défense d'Helen McDougal, l'épouse de Burke, lors du procès pour les meurtres de Burke et Hare, et obtient son acquittement.
À l'accession au ministère de Charles Grey en 1830, il devient Solliciteur général pour l'Écosse. Il rédige le premier projet de loi de réforme écossais. En 1834, il est élevé au banc et, en prenant son siège de juge à la Court of Session, il adopte le titre de Lord Cockburn en tant que Lord of Session écossais.

## Conservation
Alors que le nom de Lord Cockburn est généralement associé à la conservation des bâtiments, cette réputation est quelque peu déplacée car son intérêt est très sélectif. En 1845, il achète tout le domaine de Bonaly, au sud-ouest d'Édimbourg. Il reconstruit la ferme de manière romantique, en ajoutant une tour et en la renommant Tour Bonaly. Cependant, le reste du village (qui semble dater du XVIIe siècle ou plus) est rasé pour améliorer la vue depuis sa nouvelle maison. Il n'y a aucune trace de ce que sont devenus les habitants du village.

## Famille

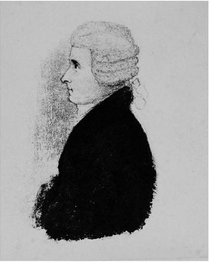
Henry Cockburn, Lord Cockburn de Robert Scott Moncrieff.

Cockburn épouse Elizabeth Macdowall (Glasgow, 1er mars 1786 - 1857), fille de James Macdowall et de sa seconde épouse Margaret Jamieson, à Édimbourg, le 12 mars 1811. Comme il est courant à l'époque, il possède à la fois une maison de ville et une maison de campagne à Bonaly, à la limite sud-ouest d'Édimbourg. Sa grande maison de ville au 14 Charlotte Square, à l'extrémité ouest de la ville, est conçue par Robert Adam. Ils ont cinq filles et six fils,:
- Margaret Day Cockburn (Édimbourg, 24 janvier 1812, bap. Édimbourg, 25 février 1812-1818) (inhumée dans le cimetière St Cuthberts à Édimbourg
- Jane Cockburn (Édimbourg, 1813, bap. Édimbourg, 22 juillet 1813 – )
- Archibald William Cockburn [9] (Édimbourg, 5 décembre 1814, bap. Édimbourg, 23 décembre 1814 - Murrayfield, Midlothian, 13 janvier 1862), Fellow du Royal College of Surgeons of Edinburgh, marié à St. Cuthbert's, Édimbourg, le 12 mars 1844 avec Mary Ann Balfour (2 novembre 1816 - ?)
- James Macdowell Cockburn (bap. Édimbourg, 7 mars 1816 – ? )
- Graham Cockburn, une fille (bap. Édimbourg, 7 mars 1817 – ?), marié au Rév. Robert Walter Stewart (plus tard modérateur de l'Assemblée générale de l'Église libre d'Écosse) [10]
- George Ferguson Cockburn (Édimbourg, 31 janvier 1818 - 1866), marié à Sarah Charlotte Bishop
- Henry Day Cockburn (Édimbourg, 21 avril 1820 - ?), marié à South Yarra, Victoria, en 1857 à Mary Ann Matherley
- Lawrence Cockburn (Édimbourg, 25 février 1822 - Brighton, Victoria, 2 septembre 1871), marié à Brighton, Victoria, en 1859 à Annie Maria Smith.
- Francis Jeffrey Cockburn (Édimbourg, 8 janvier 1825 - Brentford, Londres, 10 juillet 1893 [11]), juge en Inde et membre de la fonction publique du Bengale, et épouse (Calcutta ou Westbury, Tasmanie, 25 janvier 1855) Elizabeth Anne (Eliza Ann) Pitcairn (Hobart, Tasmanie, 23 septembre 1831, bap. Hobart, Tasmanie, 7 novembre 1831 - Wycombe, Oxfordshire, 1923), fille de Robert Pitcairn (Édimbourg, Midlothian, 17 juillet 1802 - Hobart, Tasmanie, 1868) (fils de David Pitcairn et Mary Henderson) et épouse (m. Hobart, Tasmanie, 30 septembre 1830) Dorothy/Dorothea Jessy Dumas
- Elizabeth Cockburn (Édimbourg, 30 juin 1826 - 6 avril 1908), mariée à Édimbourg, le 27 décembre 1848 à Thomas Cleghorn (Édimbourg, 3 mars 1818 - 18 juin 1874), avocat.
- Johanna Richardson Cockburn (Édimbourg, 14 janvier 1831 - 1888), mariée à Édimbourg, le 21 octobre 1856 à son cousin Archibald David Cockburn (Édimbourg, 6 septembre 1826 - 1886), fils de John Cockburn et épouse Eliza Dewar.

## Mort et héritage
Cockburn est décédé le 26 avril 1854, dans son manoir de Bonaly, près d'Édimbourg et est enterré au cimetière Dean de la ville. Une statue de lui par le sculpteur local William Brodie se dresse dans le coin nord-est de la salle du Parlement.
Cockburn Street, construite dans les années 1850 pour relier High Street à la gare Waverley du North British Railway, porte également son nom. Le bâtiment au pied de la rue, anciennement le « Cockburn Hotel », porte son image de profil dans une pierre au-dessus de l'entrée.

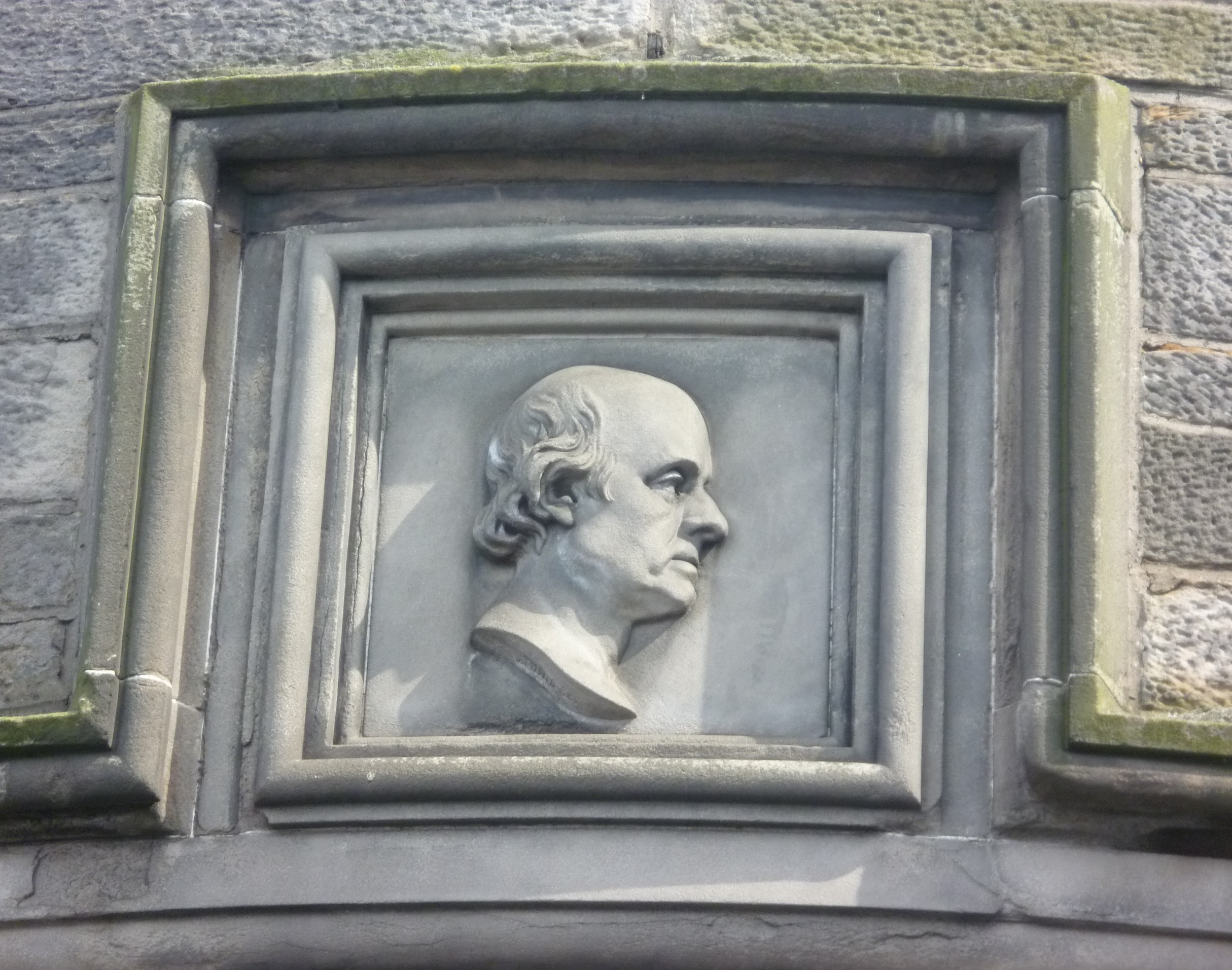
Cockburn représenté sur un immeuble de Cockburn Street, Édimbourg

Cockburn s'intéresse à la conservation architecturale, en particulier à Édimbourg, où plusieurs bâtiments historiques importants tels que John Knox's House et Tailors 'Hall dans le Cowgate doivent leur survie au changement d'attitude envers la conservation qu'il contribue à provoquer. L'Association Cockburn (Edinburgh Civic Trust), fondée en 1875, est nommée en son honneur.